# Luděk Pešek Pachl
Luděk „Pešek“ Pachl (* 15. října 1971 Most) je český výtvarný umělec, dlouhodobě žijící v Berlíně. Vystavuje v Německu a Česku. V Berlíně provozuje malý obchůdek s českým zbožím Tuzex.